# Furth (Gemeinde Söding-Sankt Johann)
Furth war eine Rotte in der Weststeiermark in der Gemeinde Söding-Sankt Johann im Bezirk Voitsberg. Der Name der Rotte wird heute nicht mehr verwendet.

## Ortsname und Geografie
Der Name Furth leitet sich von einer seichten Stelle für die Durchfahrt über die Kainach, einer Furt ab.
Furth lag nordwestlich von Hallersdorf und nordöstlich der Kainach, an der Straße nach Sankt Johann-Köppling.

## Geschichte
Der Ort entstand im späten Hochmittelalter als Kleinweiler an der Furt durch die Kainach. Die erste urkundliche Erwähnung des Ortes als Furt erfolgte 1268/69 im Rationarium Styriae. Eine weitere Erwähnung erfolgte 1399 als Furth.
Bis 1848 gehörten die Einwohner zur Grundherrschaft der Herrschaften Großsöding und Ligist sowie zur Herrschaft Altenburg, welcher bis 1704 ein eigenes Amt Furth gehörte, dem Stift Rein sowie dem Amt Mooskirchen des Bischofhofs in Graz. Zumindest zwischen 1580 und 1648 lagen die Hirse- und Haarzehntrechte bei der Herrschaft Ligist, an welche um 1750 auch teilweise der Marchfutterhafer ging. Weitere Zehntrechte lagen bei den Herrschaften Deutschlandsberg, Greißenegg sowie Winterhof. Ab 1414 wurde das Marchfutter an das Marchfutteramt in Graz geliefert. Das Stift Rein hatte Bergholden in Furth, welche für 1395 und für die Zeit um 1460 belegt sind. Das Grazer Minoritenkloster erhielt am 15. November 1504 durch eine Licht- und Seelamtsstiftung Güter in Furth.